# Katowice
Katowice je grad na jugu Poljske u povijesnoj regiji Gornja Šleska, na rijekama Kłodnica i Rawa. Od 1999. Katowice su središte Šleskog vojvodstva, a do tada istoimenog vojvodstva Katowice. 
Danas su one razvile u industrijsku regiju Górnośląskie Zagłębie Węglowe i postaju središte velikog grada (metropole) Górnośląski Związek Metropolitalny, koji se širi oko Katowica. Populacija mu 2004 iznosi 321,000 stanovnika, a cijela aglomeracija oko 2,5 milijuna.

## Povijest
Područje oko Katowica, Gornja Šleska (ponekad Silesija), bijaše naseljena od prastarih vremena. Prvi vladari pripadaju dinastiji Pjastovića koje su kasnije zamijenili Habsburgovci. Grad je osnovan u 19. stoljeću, u periodu vladavine Prusa, a sam status zadobio je 1865. Naseljene Nijemcima, Šlesima, Židovima i Poljacima, Katowice postaju dio Druge Poljske republike, što je uslijedilo Šleskim ustankom koji je zahvatio ovo područje između 1918. i 1921. –U noći 16. na 18. osmog mjeseca godine 1919. slomljen je prvi šleski ustanak. Cijeli administrativni distrikt ušao je u zonu vojnih operacija. Nakon trećeg ustanka (slomljenog 2. svibnja 1921.) Poljska u 10 mjesecu dobiva dio Gornje Šleske s Katowicama koje postaju glavni grad Šleske provincije, s vlastitim Sejmom i blagajnom.
Grad svoj razvoj zahvaljuje velikim zalihama ugljena u obližnjem planinskom području, što mu je omogućilo da razvije čeličnu industriju. U novije doba dolazi do ekonomskih reformi, teška industrija polako prepušta rudu malom biznisu. 
Između godine 1953. i 1956. grad su poljski komunisti preimenovali u Stalinogród (Staljinov grad).

## Distrikti
| I. Zespół dzielnic śródmiejskich - 1. Śródmieście - 2. Koszutka - 3. Bogucice - 4. Osiedle Paderewskiego - Muchowiec II. Zespół dzielnic północnych - 5. Załęże - 6. Osiedle Witosa - 7. Osiedle Tysiąclecia - 8. Dąb - 9. Wełnowiec - Józefowiec III. Zespół dzielnic zachodnich - 10. Ligota - Panewniki - 11. Brynów - Osiedle Zgrzebnioka - 12. Brynów - Załęska Hałda | IV. Zespół dzielnic wschodnich - 13. Zawodzie - 14. Dąbrówka Mała - 15. Szopienice - Burowiec - 16. Janów - Nikiszowiec - 17. Giszowiec V. Zespół dzielnic południowych - 18. Murcki - 19. Piotrowice - Ochojec - 20. Zarzecze - 21. Kostuchna - 22. Podlesie |

## Kultura i rekreacija

### Kazališta
- Slasko kazalište (Teatr Slaski im. Stanislava Wyspianskiego)
- Kazalište Ateneum (Teatr Ateneum)
- Kazalište Korez (Teatr Korez)
- Kazalište Cogitaur (Teatr Cogitaur)
- Kino – kazalište Rialto (Kinoteatr Rialto)

### Glazba
- Slaska filharmonija (Filharmonia Slaska)
- Slaska estrada (Estrada Slaska)
- Scena GuGalander
- Narodowa Orkiestra Symfoniczna Polskiego Radia

### Kina
- IMAX
- Cinema City – Punkt Rozrywky 44
- Cinema City – Silesia City Center
- Filmski centar Helios (Centrum Filmowe Helius)
- Kino Kosmos
- Kino Swiatowid
- Kino – kazalište Rialto (Kino – Teatr Rialto)

### Muzeji
- Muzeum Slaskie
- Muzeum Historii Katowic
- Muzeum Archidicezjalne
- Muzeum Mysjine OO. Franciszkanow
- Muzeum Biograficzne P. Stellera
- Muzeum Prawa i Prawnikow Polskich
- Izba Slaska
- Centrum Scenografii Polskiej
- Slaskie Centrum Dziedzictwa Kulturowego
- Muzeum Najmniejszych Książek Świata Zygmunta Szkocnego

### Mediji
- TVP 3 Katowice
- TVN 24
- Radio Katowice
- Radio Flash
- Radio Roxy FM
- Radio Planeta
- Dziennik Zachodni
- Gazeta Wyborcza
- Echo Miasta
- Metro Katowice
- Novi Przeglad Katowicki

### Izložbeni i performerski prostori
- Rawa Blues Festiwal
- MetalMania
- MayDay
- Międzynarodowy Korkurs Dyrygentow im. G. Fitelberga
- Międzynarodowy Festiwal Orkiestr Woyskiewich
- Międzynarodowa Wistawa Grafiki “Intergrafia”
- Ogolnopolski Festiwal Sztuki Rezyserskiej “Interpretacje”
- Ars Cameralis Silesiae Superioris

### Galerije
- Galeria Sztuki Wspolczesnej BWA Al. Korfantego 6
- Galeria Sztuki Wspolczesnej Parnas ul. Kochanowskiego 10
- Galeria Sztuki Atelier 2 ul. Batorego 2
- Galeria Zwiazku Polskich Artystow Plastykow ul. Dworcowa 13
- Galeria Architektury SARP ul. Dyrekcyjna 9
- Galeria Art Deco pl. Andrzeja 4
- Galeria Akwarela ul. Mikolowska 26
- Galeria Marmurowa ul. Mikolowska 26
- Galeria Pietro Wyzej
- Galeria Sektor 1
- Galeria Szyb Wilson

### Parkovi i trgovi
- Wojewódzki Park Kultury i Wypoczynku
- Tadeusz Kościuszko Park (Park im. Tadeusza Kościuszki)
- Zadole Park
- Bolina Park
- Janina-Barbara Park
- Park olimpijskih natjecatelja (Park Olimpijczyków)
- Forest Park of Katowice (Katowicki Park Leśny)
- Murckowska Valley
- Ośrodek Wodno-Rekreacyjny Kleofas
- Three Ponds' Valley (Dolina Trzech Stawów)
- Ponds: Borki, Morawa and Hubertus
- Wolność Square (Plac Wolności)
- Andrzej Square (Plac Andrzeja)
- Miarka Square (Plac Miarki)
- Council of Europe Square (Plac Rady Europy)
- Alfred Square (Plac Alfreda)
- A. Budniok Square (Plac A. Brudnioka
- J. Londzin Square (Plac J. Londzina)
- A. Hlond Square (Plac A. Hlonda)

### Turizam
- Brojne zgrade u samom gradu su rađene u stilu Art Nouveau, dok u predgrađu ima mnogo zgrada koje datiraju još iz doba komunizma.
- ‘’’Rynek’’’ je staro središte grada i ujedno tržnica. Nažalost, mnogo starih zgrada su bile uništene da se napravi mjesta komunističkim zgradama. Danas se takve komunističke zgrade smatraju ružnima, te se planiraju srušiti. Na njihovom mjestu bi se sagradio novi trg. Ulice oko već spomenutog ‘’’Ryneka’’’ su danas zatvorene za promet I pretvorene su u šoping centre.

- Također se mogu vidjeti:

- Katowička katedrala
- Spomenik osobama koje su ustale protiv pruske vlasti (‘’’Pomnik Powstancov Slaskich’’’)
- ‘’’Spodek’’’ – veliki sportski i umjetnički centar (spodek znači tanjurić, jer oblikom podsjeća na NLO tanjur
- Dworzec Glowni Katowice – glavna katowička željeznička stanica. Planira se srušiti, pa napraviti nova

### Sportovi
- GKS Katowice – nogomet (pobjednici Poljskog kupa: 1986., 1991., 1993.; Superkup: 1991. I 1995.; prvaci 1.lige: 2003./04. I 2004./05.)
- KS Rozwoj Katowice – nogometni klub
- MK Katowice – nogometni klub
- Klejarz Katowice – nogometni klub
- Podlesianka Katowice – nogometni klub
- AZS US Katowice – razni sportovi
- Naprzod Janow Katowice – hokej klub
- Hetman Katowice – nogometni klub
- Hetman Szopienice – šah klub
- MAKS Murcki Katowice – hokej klub i netball klub
- HC GKS Katowice – hokej klub
- AWF Mickiewicz Katowice – košarkaški klub

## Poznati ljudi iz Katowica
- Hans Bellmer, fotograf
- Henryk M. Broder, novinar
- Maria Goeppert Mayer
- Jerzy Kukuczka,
- Kazimierz Kutz
- Franz Leopold Neumann
- Hans Sachs
- Kurt Goldstein, neurolog i psihijatar, pionir neuropsihologije i psihosomatike